# 石神深一
石神 深一（いしがみ しんいち、1982年6月3日 - ）は、日本中央競馬会（JRA）・美浦トレーニングセンター所属の騎手。

## 来歴
父は元JRA騎手の石神富士雄（1979年に京王杯スプリングカップで重賞勝利、1992年引退）で、その影響で小学5年生から乗馬を始めた。競馬学校17期生で、2001年3月に騎手免許を取得し、成宮明光厩舎の所属騎手としてデビュー。同期に大庭和弥、川島信二、小坂忠士、難波剛健、平沢健治、蓑島靖典らがいる。息子・石神深道は2021年に騎手課程40期生として競馬学校に入学。2024年2月に競馬学校を卒業し、同年3月に騎手デビューをしている。
デビュー年より4年連続で二桁勝利を挙げ順調なスタートを切るも、2005年2月24日の夜に、茨城県稲敷郡阿見町内を車で走行中に駐在所のブロック塀に衝突する物損事故を起こした。直後に職務質問を受け飲酒運転だったことが明らかになり茨城県土浦警察署に道路交通法違反の現行犯で逮捕された。JRAの規程により裁定委員会の議定があるまで暫定的に騎乗停止処分となり、その後2回目の裁定委員会の議定の結果、事案発生日の翌日から遡及して2月25日から6月24日までの4か月間の騎乗停止処分が正式に下されている。
不祥事や、翌年の落馬による左鎖骨骨折、所属厩舎の解散などが続き、2005年以降の騎乗数・勝利数はともに減少。2007年より騎乗数確保のため、障害競走への騎乗も開始している。
2013年8月17日、新潟ジャンプステークスをアサティスボーイで制し、重賞初勝利。2016年4月16日には中山グランドジャンプをオジュウチョウサンで制し、デビュー16年目でJ・GI初勝利。以降、同馬で同年の東京ジャンプステークス、東京ハイジャンプ、中山大障害と連勝を続け、重賞5勝を含む年間15勝を挙げ同年のJRA賞最多勝利障害騎手を獲得した。
2017年もオジュウチョウサンとのコンビで活躍しJRA賞最優秀障害騎手を獲得する。
2022年5月14日、京都ハイジャンプをタガノエスプレッソで勝利し、白浜雄造の記録を抜いて歴代最多となるJRA障害重賞22勝目を挙げた。
2022年8月27日、小倉サマージャンプをアサクサゲンキで勝利し、高田潤と森一馬に次ぐ史上3人目の障害重賞全6場制覇と、史上初のJRA障害重賞完全制覇を達成した。なお、石神はこの障害重賞完全制覇に加え、通常障害の重賞級の競走が行われない中京競馬場でも2021年の阪神ジャンプステークスでトゥルボーに騎乗して優勝しており、代替開催を含めた重賞全7場完全制覇という前人未到の快挙も達成された。
2023年2月4日、小倉競馬・第5競走の障害戦でバレッティに騎乗していたが、障害飛越で着地時に転倒して落馬（馬は右腸骨複骨折で予後不良の診断）。その後の病院での精密検査で第7頸椎と第1胸椎の骨折が判明し、療養することとなった。1ヶ月後の3月1日より調教騎乗に復帰、同月11日にはレースにも復帰した。年間で14勝を挙げ同年のJRA賞最優秀障害騎手を獲得し、厩舎関係者表彰でも優秀障害騎手賞を受賞。
2024年3月10日、中山4Rの障害4歳上未勝利戦で、3番人気のブリエヴェールで勝利し、初騎乗から3868走目で、現役58人目となるJRA通算200勝を達成した。
2024年4月20日、福島9Rの浄土平特別(1勝クラス・芝1200m)で連闘となった4番人気ライクアフラワーで勝利し、2013年6月以来約11年ぶりに平地勝利を上げた。

## 人物
- 漫画『LIAR GAME』の主人公の一人・秋山深一の名前は、騎手の秋山真一郎と石神深一が由来となっている[15]。作者の甲斐谷忍が大の競馬好きであり、登場人物の名前はほとんどが競馬関係者をもじったものとなっている。甲斐谷は「石神騎手の新人時代には馬券でとってもお世話になりました」と語っている。
- 好きなブランドはブルガリで、財布、腕時計、サングラス、香水もすべてブルガリで揃えている[16]。

## 騎手成績
|       |            | 日付          | 競馬場・開催  | 競走名                 | 馬名               | 頭数 | 人気 | 着順 |
| ----- | ---------- | ------------- | ------------- | ---------------------- | ------------------ | ---- | ---- | ---- |
| 平 地 | 初騎乗     | 2001年3月3日  | 2回中山3日2R  | 3歳未勝利              | ドトウ             | 16頭 | 13   | 12着 |
| 平 地 | 初勝利     | 2001年3月31日 | 3回中山3日3R  | 3歳未勝利              | ライデンノハナ     | 15頭 | 2    | 1着  |
| 平 地 | 重賞初騎乗 | 2002年6月30日 | 1回福島6日11R | ラジオたんぱ賞         | ソウゴン           | 15頭 | 13   | 3着  |
| 障 害 | 初騎乗     | 2007年4月29日 | 2回東京4日4R  | 障害4歳上未勝利        | ジンデンバリュー   | 14頭 | 12   | 10着 |
| 障 害 | 初勝利     | 2008年7月13日 | 2回福島8日5R  | 障害3歳上未勝利        | マイネルハーバード | 14頭 | 1    | 1着  |
| 障 害 | 重賞初騎乗 | 2008年8月23日 | 3回新潟3日10R | 新潟ジャンプステークス | ブラックレディ     | 14頭 | 10   | 2着  |
| 障 害 | 重賞初勝利 | 2013年8月17日 | 2回新潟7日8R  | 新潟ジャンプステークス | アサティスボーイ   | 14頭 | 3    | 1着  |
| 障 害 | JGI初騎乗  | 2009年4月18日 | 3回中山7日11R | 中山グランドジャンプ   | クロタラリア       | 15頭 | 15   | 13着 |
| 障 害 | JGI初勝利  | 2016年4月18日 | 3回中山7日11R | 中山グランドジャンプ   | オジュウチョウサン | 10頭 | 2    | 1着  |

| 年度   | 平地競走 | 平地競走 | 平地競走 | 平地競走 | 平地競走 | 平地競走 | 平地競走 | 障害競走 | 障害競走 | 障害競走 | 障害競走 | 障害競走 | 障害競走 | 障害競走 |
| 年度   | 1着      | 2着      | 3着      | 騎乗数   | 勝率     | 連対率   | 複勝率   | 1着      | 2着      | 3着      | 騎乗数   | 勝率     | 連対率   | 複勝率   |
| ------ | -------- | -------- | -------- | -------- | -------- | -------- | -------- | -------- | -------- | -------- | -------- | -------- | -------- | -------- |
| 2001年 | 12       | 12       | 11       | 302      | .040     | .079     | .116     | -        | -        | -        | -        | -        | -        | -        |
| 2002年 | 17       | 30       | 44       | 531      | .032     | .089     | .171     | -        | -        | -        | -        | -        | -        | -        |
| 2003年 | 13       | 17       | 26       | 439      | .030     | .068     | .128     | -        | -        | -        | -        | -        | -        | -        |
| 2004年 | 16       | 15       | 23       | 365      | .044     | .085     | .148     | -        | -        | -        | -        | -        | -        | -        |
| 2005年 | 5        | 4        | 9        | 219      | .023     | .041     | .082     | -        | -        | -        | -        | -        | -        | -        |
| 2006年 | 5        | 4        | 13       | 221      | .023     | .041     | .100     | -        | -        | -        | -        | -        | -        | -        |
| 2007年 | 2        | 6        | 7        | 138      | .014     | .058     | .109     | 0        | 1        | 2        | 18       | .000     | .056     | .167     |
| 2008年 | 2        | 0        | 2        | 85       | .024     | .024     | .047     | 1        | 5        | 2        | 42       | .024     | .143     | .190     |
| 2009年 | 2        | 1        | 1        | 63       | .032     | .048     | .063     | 3        | 2        | 4        | 41       | .073     | .122     | .220     |
| 2010年 | 1        | 0        | 0        | 49       | .020     | .020     | .020     | 3        | 10       | 6        | 53       | .057     | .245     | .358     |
| 2011年 | 0        | 2        | 3        | 44       | .000     | .045     | .114     | 0        | 4        | 1        | 48       | .000     | .083     | .104     |
| 2012年 | 1        | 6        | 3        | 100      | .010     | .070     | .100     | 4        | 10       | 7        | 70       | .057     | .200     | .300     |
| 2013年 | 1        | 1        | 0        | 60       | .017     | .033     | .033     | 4        | 11       | 5        | 61       | .066     | .246     | .328     |
| 2014年 | 0        | 0        | 0        | 28       | .000     | .000     | .000     | 4        | 7        | 8        | 74       | .054     | .149     | .257     |
| 2015年 | 0        | 0        | 1        | 11       | .000     | .000     | .091     | 3        | 2        | 8        | 73       | .041     | .068     | .178     |
| 2016年 | 0        | 0        | 0        | 8        | .000     | .000     | .000     | 15       | 11       | 9        | 93       | .161     | .280     | .376     |
| 2017年 | 0        | 0        | 1        | 9        | .000     | .000     | .111     | 15       | 9        | 8        | 85       | .176     | .282     | .376     |
| 2018年 | 0        | 0        | 0        | 9        | .000     | .000     | .000     | 7        | 11       | 11       | 91       | .077     | .198     | .319     |
| 2019年 | 0        | 0        | 0        | 5        | .000     | .000     | .000     | 10       | 10       | 8        | 93       | .108     | .215     | .301     |
| 2020年 | 0        | 0        | 0        | 1        | .000     | .000     | .000     | 11       | 5        | 5        | 58       | .190     | .276     | .362     |
| 2021年 | -        | -        | -        | -        | -        | -        | -        | 10       | 7        | 3        | 79       | .127     | .215     | .253     |
| 2022年 | 0        | 0        | 0        | 1        | .000     | .000     | .000     | 15       | 11       | 10       | 85       | .176     | .306     | .424     |
| 2023年 | ０       | ０       | ０       | ２       | .000     | .000     | .000     | 14       | 4        | 8        | 91       | .154     | .198     | .286     |
| 中央   | 77       | 98       | 144      | 26       | .029     | .065     | .119     | 119      | 120      | 105      | 1155     | .103     | .206     | .297     |
| 地方   | 2        | 1        | 5        | 33       | .061     | .091     | .242     |          |          |          |          |          |          |          |

- JRA騎手名鑑より

## 主な騎乗馬

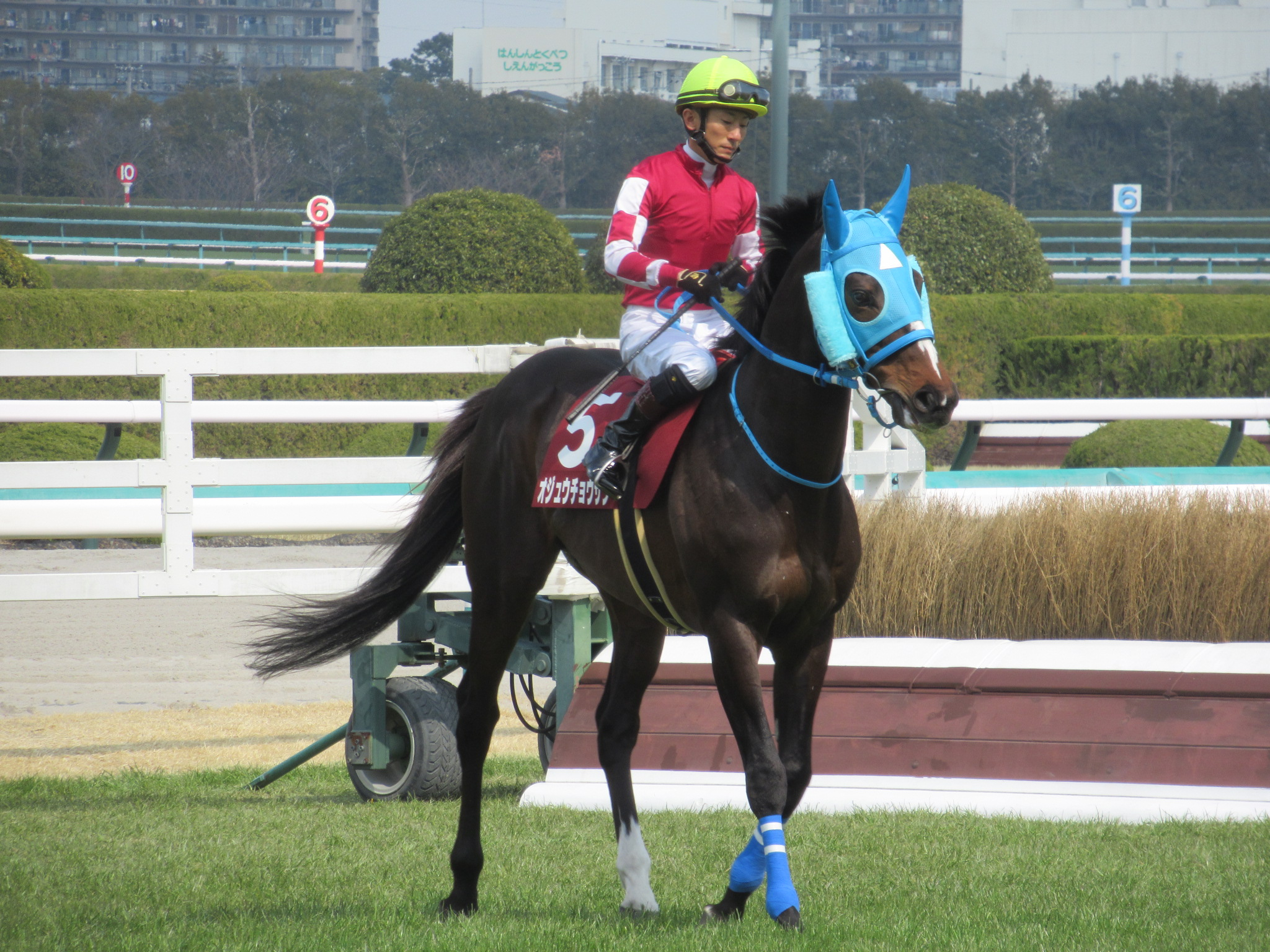
オジュウチョウサンと石神
（2022年阪神スプリングジャンプ）

- アサティスボーイ（2013年新潟ジャンプステークス）
- オジュウチョウサン（2016年・2017年・2018年・2019年・2020年・2022年中山グランドジャンプ、2016年東京ジャンプステークス、2017年・2019年・2020年阪神スプリングジャンプ、2016年・2017年東京ハイジャンプ[17]、2016年・2017年・2021年中山大障害[18]）
- ドリームセーリング（2016年京都ジャンプステークス）
- ニホンピロバロン（2018年中山大障害）
- シングンマイケル（2019年東京ジャンプステークス）
- トゥルボー（2021年新潟ジャンプステークス、阪神ジャンプステークス）
- タガノエスプレッソ(2022年京都ハイジャンプ)
- アサクサゲンキ(2022年小倉サマージャンプ)
- マイネルグロン(2023年東京ハイジャンプ、中山大障害、2024年阪神スプリングジャンプ)
- ローレルアンジュ（条件戦を中心に16回騎乗）
- コジュウチョウサン（ポニーレースの富里スモールジャンプを3連覇、ポニー障害界の絶対王者とのコンビ）